# حركة ألمانيا الغربية الطلابية

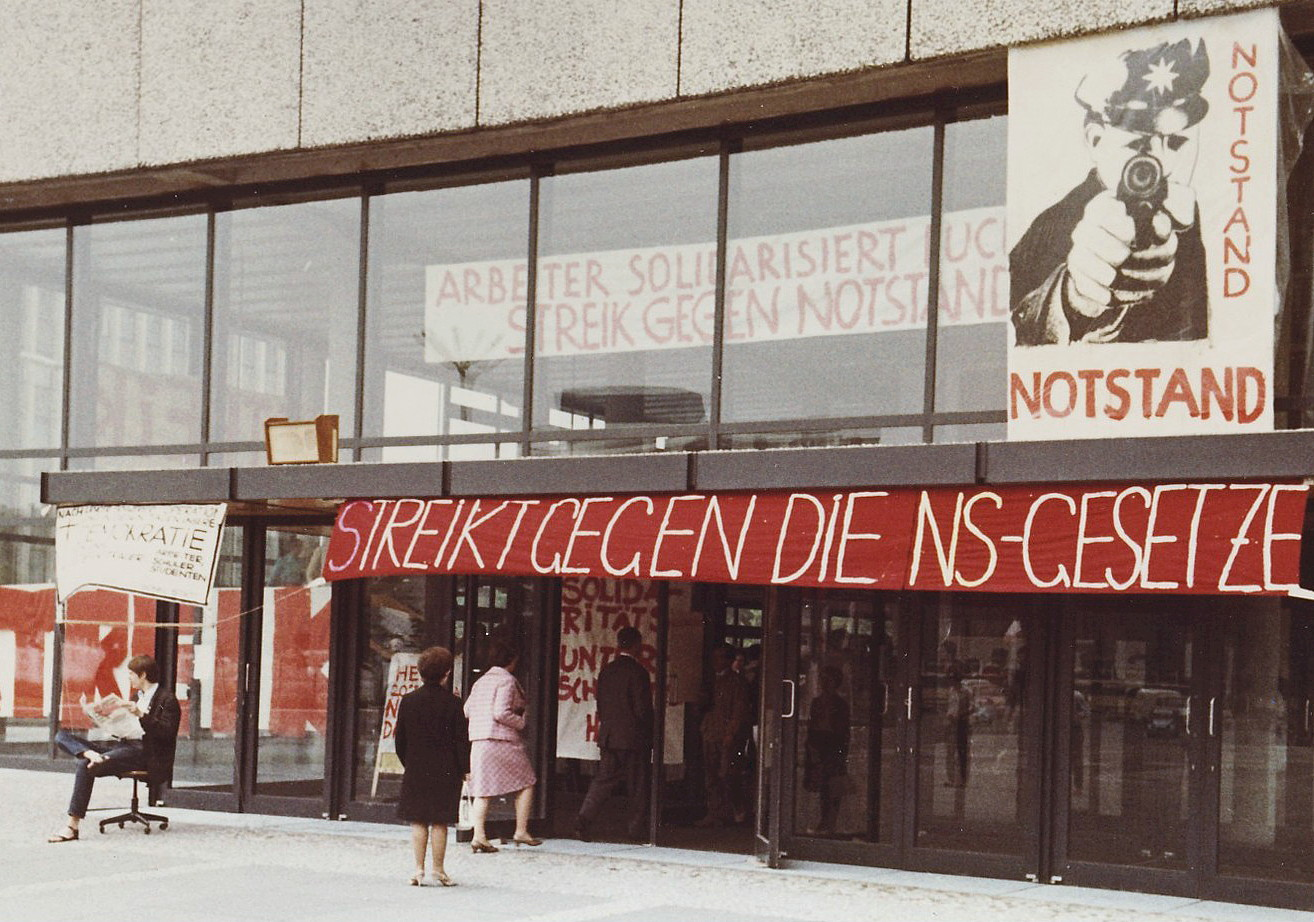
لافتات في المبنى المعماري لجامعة برلين التقنية احتجاجًا على إصدار قوانين الطوارئ

حركة ألمانيا الغربية الطلابية، وسميت أحيانًا بحركة ألمانيا الغربية لعام 1968، حركة اجتماعية تكونت من احتجاجات طلابية جماعية في ألمانيا الغربية في عام 1968، وعُرف المشاركون في الحركة فيما بعد باسم ثوار الثمانية والستين. تميزت الحركة برفض الطلاب المحتجين للتقاليد والسلطة السياسية الألمانية التي شملت العديد من المسؤولين النازيين السابقين. بدأت الاضطرابات الطلابية في عام 1967 عندما أطلق شرطي النار على الطالب بينو أونيسورy أثناء احتجاج على زيارة شاه إيران محمد رضا بهلوي. يُعتقد أن الحركة قد بدأت رسميًا بعد محاولة اغتيال الزعيم الطلابي الناشط رودي دوتشكي، والتي أثارت احتجاجات مختلفة في جميع أنحاء ألمانيا الغربية وأدت إلى معارضة عامة. خلقت الحركة تغييرات دائمة في الثقافة الألمانية.

## خلفية

### المناخ السياسي
أثارت قضية شبيغل عام 1962، التي جرى خلالها اعتقال الصحفيين واحتجازهم بسبب تقاريرهم عن قوة الجيش الألماني الغربي، قلق البعض في ألمانيا الغربية من عودة الحكومة الاستبدادية. شكل الاتحاد الديمقراطي المسيحي الذي لم يحظى بشعبية فجأة تحالفًا سياسيًا مع الحزب الديمقراطي الاجتماعي، المعروف باسم الائتلاف الكبير عقب هذه القضية.
أصيب النقاد بخيبة أمل من تعيين البرلمان كورت جورج كيسنجر مستشارًا لألمانيا الغربية، إذ كان قد شارك في الحزب النازي خلال حكم النظام النازي.

### حركات سياسية جديدة
نمت الحركات الاجتماعية عندما أصيب الشباب بخيبة أمل من المؤسسة السياسية، خوفًا من أنها تذكرهم بالماضي النازي في ألمانيا. أصبحت برلين الغربية مركزًا لهذه الحركات، حيث أقام العديد من الأشخاص ذوي الميول اليسارية في برلين الغربية لتجنب التجنيد العسكري الذي كان ساريًا في بقية ألمانيا الغربية.
شاعت هذه الحركات الاجتماعية بين شباب ألمانيا الغربية. تضمنت الحركات معارضة تورط الولايات المتحدة في حرب فيتنام، ومعارضة ثقافة المستهلك، وتحرر العالم الثالث، وانتقاد القيم الأخلاقية للطبقة الوسطى. اعتنق البعض أنماط الحياة الجماعية والتحرر الجنسي. تجمعت هذه الحركات الاجتماعية المختلفة والمنظمات غير البرلمانية التي كانت تأمل في قيادتها معًا تحت اسم معارضة خارج البرلمان. انفصل الجناح اليساري للحزب الاشتراكي الألماني في اتحاد الطلاب الاشتراكي الألماني، وانضم إلى معارضة خارج البرلمان.
انتُخب رودي دوتشكي في عام 1965 عضوًا في المجلس السياسي لاتحاد الطلاب الاشتراكيين الألمان في برلين الغربية. تعاون ونائب رئيس اتحاد الطلاب الاشتراكي الألماني والأمين الدولي مايكل فيستر في استيراد أفكار من اتحاد الطلاب الاشتراكي الأمريكي (طلاب من أجل مجتمع ديمقراطي) واليسار الجديد، مثل الحراك المباشر والعصيان المدني. سعى دوتشكي، مستلهمًا من هربرت ماركوز، إلى بناء تحالف من مجموعات الهوية المهمشة لتكون طليعة للاشتراكية في أوروبا. سعى دوتشكي بعد أن اكتشف أن ألمانيا ليس بها مجموعة سكانية ذات إمكانات ثورية مماثلة لحركة القوة السوداء في أمريكا إلى تشكيل الحركات الطلابية في ألمانيا لتعبر عن نفسها كأقلية مضطهدة. تمثلت خطته في تحقيق ذلك بإثارة مواجهات عنيفة مع السلطات الحكومية. كتب في عام 1965: «يجب توجيه المظاهرات المصرح بها إلى مظاهرات غير شرعية، فالمواجهة مع سلطة الدولة ضرورية ويجب السعي نحوها».

### مظاهرات 1966-1968
اقترح برلمان ألمانيا الغربية توسيع سلطات الحكومة في قوانين الطوارئ، وإصلاح الجامعات. نظم 3000 طالب من جامعة برلين الحرة في 22 يونيو 1966 اعتصامًا للمطالبة بالمشاركة في عملية إصلاح الجامعات، بما في ذلك الإدارة الديمقراطية للكليات.
اعتبر رودي دوتشكي، على غرار ماركوز، أن الطبقات العاملة المتراخية سياسيًا هي قضية خاسرة عندما يتعلق الأمر بالتحريض الثوري. أمل بدلًا من ذلك في بناء تحالف بين المثقفين الغربيين وثوريي العالم الثالث الشيوعيين. نظم دوتشكي لهذه الغاية حدث «فيتنام: تحليل لمثال» في معهد جامعة فرانكفورت للبحوث الاجتماعية مع ماركوز كمتحدث رئيسي. طلب رئيس اتحاد الطلاب الاشتراكي فالموت فالكنبرغ بشكل خاص من ماركوز التأكيد على التضامن مع الفيتناميين على أساس الاهتمامات الماركسية التقليدية مع العمال والمصالح المادية، والتي كان من الممكن أن تكون توبيخًا لدوتشكي وشركائه في فصل اتحاد الطلاب الاشتراكي في برلين الغربية. لم يكن مفاجئًا أن ماركوز فعل العكس في خطاب أكد فيه على «تضامن المشاعر». تلا الحدث مظاهرات في الشوارع أدت إلى اعتقال دوتشكي وزوجته و84 آخرين.
نظم اتحاد الطلاب الاشتراكي الألماني في يونيو 1967، خلال زيارة رسمية لشاه إيران محمد رضا بهلوي، احتجاجًا على زيارته، وانتُقد باعتباره ديكتاتورًا وحشيًا لا ينبغي أن يكون موضع ترحيب في ألمانيا الغربية. قُمع الاحتجاج من قبل الشرطة والعملاء الإيرانيين الذين ضربوا المتظاهرين وأسفر عن مقتل بينو أونيسورغ بالرصاص. بُرّئ ضابط الشرطة المتورط كارل هاينز كوراس، بدعوى الدفاع عن النفس. اندلعت الاحتجاجات ضد وحشية الشرطة في جميع أنحاء البلاد ودفعت عمدة برلين ورئيس الشرطة إلى الاستقالة. أسس الطلاب «جامعات نقدية» في خريف عام 1967، إذ احتل الطلاب الفصول الدراسية وقدموا انتقادات لهيكل الجامعة بالإضافة إلى تعليم الطلاب الآخرين الفكر اليساري الجديد.
اكتُشف أن كوراس كان مخبرًا لشتازي (وزارة أمن الدولة) في عام 2009. خلص المدعون الذين أعادوا النظر في الأدلة إلى أن أونيسورغ قُتل مع سبق الإصرار، ولكن لم يُعثر على أدلة كافية لتقييم ما إذا كان كوراس قد تصرف بموجب أوامر رسمية أم لا. عُقد مؤتمر بمناسبة جنازة أونيسبورغ، وخُلّد للنقاش الذي دار بين ردوي دوتشكي ويورغن هابرماس. ناقش دوتشكي بأن الوقت قد حان لانخراط الطلاب في الحراك المباشر. انتقد هابرماس- رغم تعاطفه بشكل عام مع الحركات الطلابية- خطة دوتشكي باعتبارها حركة تعمل من أجل مصلحتها دون اعتبار للعواقب. اتهم هابرماس دوتشكي عندما لم يوضح موقفه من العنف بالفاشية اليسارية. صرح هابرماس لاحقًا خلال خريف 1977 أن تهمة الفاشية كانت رد فعل مبالغًا فيه.
دعا كل من دوتشكي وهانز يورغن كراهل في مؤتمر عُقد في سبتمبر عام 1967 إلى إنشاء «مراكز حراك» في الجامعات لتنظيم «حرب العصابات الحضرية». عُقد مؤتمر فيتنام الدولي في برلين الغربية يومي 17 و18 فبراير 1968 لمعارضة حرب فيتنام. نُظم من قبل رودي دوتشكي وكارل ديتريش وولف، وحضر المؤتمر حوالي 3000-4000 شخص، وشارك ما مجموعه 12000-15000 شخصًا في المظاهرة التالية.
قدم دوتشكي وصديقه التشيلي غاستون سالفاتور في المؤتمر، ترجمتهما لرسالة تشي جيفارا إلى مؤتمر القارات الثلاث، والتي دعا فيها إلى حرب عصابات دموية ضد الولايات المتحدة. قدم هولغر مينز فيلمًا تعليميًا حول صنع زجاجات كوكتيل المولوتوف.